# Worcester, Massachusetts
Worcester är en stad i Worcester County mitt i den amerikanska delstaten Massachusetts. Worcester är administrativ huvudort (county seat) i Worcester County. Befolkningstalet beräknades 2010 till 181 045 invånare. Worcester är därmed delstatens andra och New Englands tredje stad, med en växande befolkning. College of the Holy Cross och Worcester State University finns i staden. Platsen befolkades av européer 1673 och fick status av city 1848

## Historik

### Den koloniala eran
Området beboddes först av medlemmar av Nipmuc-stammen. De infödda kallade regionen Quinsigamond och byggde en bosättning på Pakachoag Hill i Auburn.
1673 ledde de engelska nybyggarna John Eliot och Daniel Gookin en expedition till Quinsigamond för att etablera en ny kristen indiansk "bedjande stad" och identifiera en ny plats för en engelsk bosättning. Den 13 juli 1674 fick Gookin ett stycke mark på åtta kvadratkilometer mark i Quinsigamond från Nipmuc-folket och engelska handlare och nybyggare började därefter bebygga regionen.

## Kända personer från Worcester
- John Adams, tonsättare
- Georgia Gibbs, sångare
- Wallace Harrison, arkitekt
- John Michael Hayes, manusförfattare
- Arthur Kennedy, skådespelare
- Levi Lincoln, Jr., politiker
- Charles Olson, poet
- Erik Per Sullivan, skådespelare
- Four Year Strong, band

### Fotnoter
1. ↑  United States Census Bureau, 2010 U.S. Gazetteer Files, United States Census Bureau, 2010, läst: 9 juli 2020.[källa från Wikidata]
2. ↑  United States Census Bureau (red.), USA:s folkräkning 2020, läs online, läst: 1 januari 2022.[källa från Wikidata]
3. ↑  hämtat från: franskspråkiga Wikipedia.[källa från Wikidata]
4. 1 2  läs online, www.worcesterma.gov , läst: 18 april 2021.[källa från Wikidata]
5. ↑  läs online, www.worcesterma.gov , läst: 10 maj 2022.[källa från Wikidata]
6. ↑  ”Community Facts” (på engelska). American Factfinder. 26 februari 2010. Arkiverad från originalet den 29 april 2016. https://web.archive.org/web/20160429033623/http://factfinder.census.gov/faces/nav/jsf/pages/community_facts.xhtml. Läst 25 mars 2016.
7. ↑  Lincoln, William (1862). History of Worcester, Massachusetts, pp. 22–23. Worcester: Charles Hersey.
8. ↑  ”Hassanamisco Indian Museum History”. Hassanamisco Indian Museum History. Hassanamisco Indian Museum. 2013. http://nipmucmuseum.org/history.